# ADX (Audio)
ADX ist ein verlustbehaftet kodierendes Audioformat der Firma CRI Middleware. Es wird seit dem Erscheinen der Dreamcast von Sega benutzt. ADX Audio wird in das ADPCM-Format kodiert.
ADX Audio wird überwiegend in Videospielen als Hintergrundmusik benutzt, sowohl in PC-Spielen als auch für GameCube, Dreamcast, Wii, PlayStation 2 und Xbox.

## Format
ADX ähnelt Windows’ Standard-Audioformat RIFF WAVE (.wav). Folgende Abtastraten werden unterstützt: 8000 Hz, 32000 Hz, 44000 Hz und 48000 Hz bei einer Auflösung von 16 Bit. ADX ist sehr sparsam im CPU-Ressourcenbedarf und erzeugt nur eine Last von 1 %. ADX ist ausschließlich für Musik bzw. als Sprachaufnahme geeignet und komprimiert 1/4 Musik-Informationen. Das ADX-Format wird ständig weiterentwickelt, daher gibt es verschiedene Typen z. B. Typ3, Typ4 und Typ5.

## Besonderheiten
Mit ADX können Schleifenstart- und -endpunkte definiert werden. Mit einem entsprechenden Encoder ist es möglich, das Ende zu schneiden, um die ADX-Datei weiter zu verkleinern.
UnCutDie ADX-Datei ist komplett vorhanden. Man kann z. B. einem Player angeben, dass die ADX-Datei sechsmal wiederholt werden soll. Sobald der Schleifenbereich sechsmal wiederholt wurde, wird das Ende mit Ausblendung abgespielt. Der Schleifenbereich kann auch unendlich oft wiederholt werden.
Cut ADXDas Ende der ADX-Datei wurde bis zum Schleifenendpunkt entfernt. Dadurch kann die Dateigröße weiter verringert werden. Der Anfang wird normal abgespielt; sobald der Endpunkt erreicht ist, wird zum Startpunkt gesprungen und das unendlich oft wiederholt. Auch hier kann das Ganze mit Ausblendung beendet werden.
Um Start- und Endpunkte der Schleifen setzen zu können, muss man ein genaues Zeitformat anwenden z. B. Samples.
Beispiel: Startpunkt: 1000 Samples, Endpunkt: 10000 Samples. Ein einfaches Zeitformat z. B. 1:02 wäre zu ungenau und es würde schräge Übergänge geben.

## Andere Formate

### AHX
AHX ist für Sprachaufnahmen entwickelt worden. Es unterstützt Abtastraten von 8000 bis 48000 Hz sowie eine Auflösung von 16 Bit. AHX kann nur in Mono kodiert werden. Die Kompression ist enorm, da AHX Audio-Informationen auf 1/8 bis 1/10 der Ausgangsgröße komprimiert. Eine MP3-Datei, die etwa 3 Megabyte groß ist, würde umkodiert als AHX-Datei eine Größe von 2 MB oder sogar nur 1,5 MB und kaum Qualitätsverluste haben.

### ACX
ACX ist ein Containerformat ausschließlich für Soundeffekte für Videospiele.
ACX ist für Musik nicht geeignet. Die ACX-Dateien müssen einen Abtastrate von 8000 bis 48000 Hz, 16 Bit und Mono haben.

### AFS
(Nicht zu verwechseln mit ASF – Advanced Streaming Format von Windows!) AFS ist ein Containerformat für diverse Dateiformate. Geeignet ist es für Video-, Audio-, Bild- und Binär-Dateien. Jede gepackte Datei bekommt eine ID-Nummer zugewiesen, um sie später im Spiel aufrufen zu können. AFS-Dateien enthalten keine Kompression und sind als Übersicht oder als Dateipacker benutzbar.

### AIX
AIX ist ein Mehrspurformat und enthält keine Kompression. In AIX werden Roh-Audio-Dateien als Spuren zusammengefasst. Es ist möglich, einzelne 5.1 Raumklang-WAVE-Dateien (FL, FR, C, SL, SR) zu packen. Somit unterstützt das AIX-Format 5.1-Kanal-Raumklang. Die einzelnen Spuren können im Spiel aufgerufen und abgespielt werden (z. B. für verschiedene Sprachen).